# Endiandra euadenia
Endiandra euadenia är en lagerväxtart som beskrevs av André Joseph Guillaume Henri Kostermans. Endiandra euadenia ingår i släktet Endiandra och familjen lagerväxter. Inga underarter finns listade i Catalogue of Life.